# ZP2
ZP2‏ (Zona pellucida glycoprotein 2) هوَ بروتين يُشَفر بواسطة جين ZP2 في الإنسان.